# El Bruc
El Bruc – miasto w Hiszpanii (Katalonii) położone niedaleko Barcelony. W 1808 miała miejsce koło niego Bitwa pod El Bruc.